# Лиляна Костова
Лиляна Костова е българска футболистка, полузащитник, национал на България.

## Кариера
От 2004 г. играе за младежкия национален отбор на България. Играла е и за Женския национален отбор, в официални турнири е изиграла поне 25 мача за него. През 2019 г. подписва договор с унгарския клуб „Диошдьор“.